# Lasioglossum cinctipes
Lasioglossum cinctipes is een vliesvleugelig insect uit de familie Halictidae. De wetenschappelijke naam van de soort is voor het eerst geldig gepubliceerd in 1888 door Provancher.